# Textielfabriek Holland
De N.V. Textielfabriek "Holland" is een textielweverij, gevestigd aan de Parkweg te Enschede, die bestond van 1914 tot 1966.

## Geschiedenis
Het bedrijf werd opgericht in juli 1914 door Ludwig Arnold Stroink, G.H. Haverkate en B.H. Maurick. Ludwig Stroink was voordien bedrijfsleider bij de firma Jannink & Zn..
De onderneming kocht een bontweverij in Gronau, die als Gronauer Buntweberei G.m.b.H. ging produceren. Vrijwel direct daarna brak de Eerste Wereldoorlog uit.
In 1915 werd begonnen  met de bouw van een nieuwe fabriek aan de Parkweg te Enschede, en deze kwam in mei 1916 in productie. De fabriek in Gronau ging in 1923 al failliet, maar de fabriek in Enschede breidde steeds verder uit. In 1937 had zij een oppelvlakte van 47.000 m2  en omvatte meer dan 900 weefgetouwen, een ververij, een textieldrukkerij, een ruwerij en afdelingen voor voor- en nabewerking. Er werkten 800 mensen en men produceerde kledingstoffen, decoratiestoffen, tafelkleden, vitrages, badstof en sarongs.
Begin jaren 60 van de 20e eeuw verkreeg het Eindhovense BEHTI een meerderheidsbelang in Textielfabriek "Holland". In 1965 trad BEHTI, en daarmee ook Textielfabriek "Holland", toe tot de in 1962 opgerichte Koninklijke Nederlandse Textiel-Unie (KNTU).
Textielfabriek "Holland" was de eerste grote textielfabriek in Enschede die de poorten sloot. Dit gebeurde in 1966. De fabricage was op dat moment winstgevend. De productie geschiedde daarna nog te Eindhoven onder de naam De Haes-Holland, doch in 1973 ging de KNTU failliet en daarmee verdween ook De Haes-Holland als fabriek. De naam bleef echter bestaan. Vanuit Helmond werden onder meer technisch textiel t.w. zonweringstoffen verkocht. In de jaren 80 werd de productie van acryl zonneschermdoek gestopt. De verkoop van rolgordijnstoffen werd echter doorgezet.
De complexen te Enschede en Eindhoven werden gesloopt.